# مزار خواجه احمد یسوی

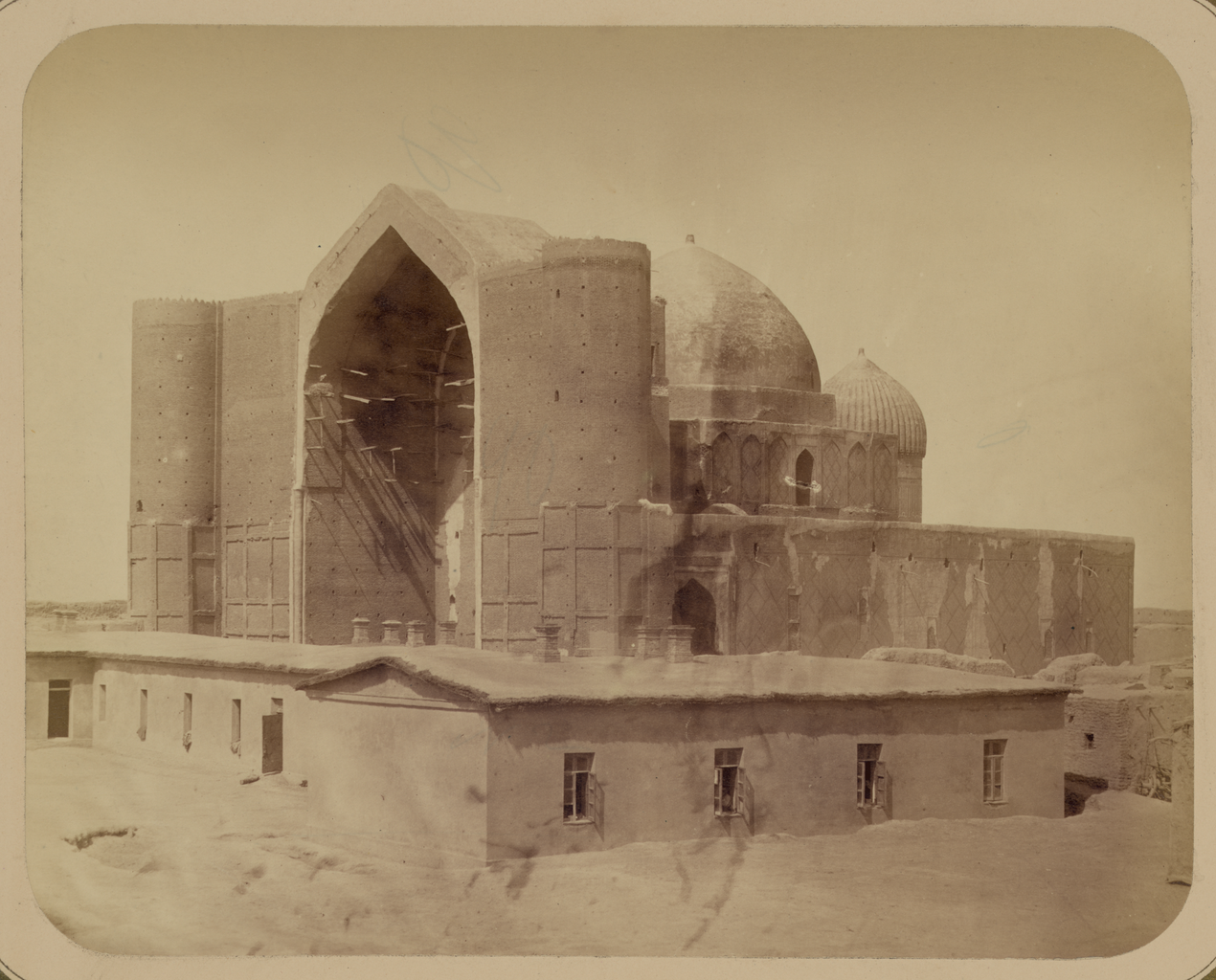
مزار خواجه احمد یسوی. ترکستان، استان سیردریا

مزار خواجه احمد یسوی نام مکانی است در شهر ترکستان در جنوب قزاقستان که خواجه احمد یسوی در آنجا دفن شده است. مسجد و مقبره به دستور تیمور لنگ، سرسلسله دودمان گورکانیان بنا نهاده شد.
معماری ایرانی به نام خواجه حسین شیرازی، معمار اصلی مسجد و مقبره خواجه احمد یسوی بود.